# Фонсека, Фернанду
Фернанду Мануэл Феррейра Фонсека (порт. Fernando Manuel Ferreira Fonseca; родился 14 марта 1997 года, Португалия) — португальский футболист, защитник клуба АВС САД. Участник Олимпийских игр 2016 года в Рио-де-Жанейро.

## Клубная карьера
Фонсека — воспитанник клуба «Порту». В 2015 году он стал чемпионом Португалии в первенстве юношей до 19 лет. В том же году Фернанду начал привлекаться к составу дубля. В 2016 году Фонсека во второй раз выиграл юношеское первенство, а также Сегунда лигу, хотя не принял участие ни в одном матче. 6 мая 2017 года в матче против «Маритиму» он дебютировал в Сангриш лиге. Летом того же года для получения игровой практики Фернанду на правах аренды перешёл в «Эшторил-Прая». В матче против «Тонделы» он дебютировал за новую команду.

## Международная карьера
В 2016 году Фонсека в составе олимпийской сборной Португалии принял участие в Олимпийских играх в Рио-де-Жанейро. На турнире он сыграл в матчах против команд Аргентины, Гондураса, Алжира и Германии.
В 2017 году в составе молодёжной сборной Португалии Фонсека принял участие в молодёжном чемпионате Европы в Польше. На турнире он был запасным и на поле не вышел.